# Fédération française des sociétés féministes
La Fédération française des sociétés féministes est une organisation fondée en 1891. Son siège était situé au n°33 de la rue Jacob à Paris.

## Fondation
La création de la fédération est annoncée en novembre 1891.
Eugénie Potonié-Pierre rassemble huit groupes féministes à Paris pour former la Fédération française des sociétés féministes ; Marya Chéliga-Loewy y participe. L'« Union universelle des femmes » rejoint par la suite la fédération de même que la Société de l'allaitement maternel.
La Fédération française des sociétés féministes est créée pour rassembler des associations qui par ailleurs pouvaient avoir des opinions et des moyens d'action différents. C'est la première fois que le terme « féministe » est utilisé dans le nom d'une association,. Les personnes appartenant à ce mouvement considèrent que la présence des hommes doit être acceptée alors que de nombreux autres groupes étaient exclusivement féminins.

## Histoire
Aline Valette rejoint le comité qui organise le premier congrès du 13 au 15 mai 1892. Bien que le congrès accueille beaucoup de monde, aucune proposition concrète n'en ressort.
La tâche principale de la fédération est de préparer des cahiers de doléances féminins.
Eugénie Potonié-Pierre démissionne de son poste de secrétaire le 17 juin 1892 après une dispute sur son autorité et est remplacée par Valette.
Dans les cahiers de doléances se retrouve le droit de pratiquer tous les métiers et le retrait du code Napoléon de tous les articles qui marquent la soumission des femmes. Le 1er mai des déléguées de la fédération déposent les cahiers dans les vingt mairies d'arrondissement de Paris.

## Sources
- (en) Martine Arino, « Christine Bard, Le féminisme au-delà des idées reçues », Esprit critique,‎ 2012 (lire en ligne, consulté le 23 octobre 2014)
- (en) Karine Dorvaux, « Chronologie des droits des femmes et des féminismes Français », free, 2014 (consulté le 23 octobre 2014)
- (en) Christine Fauré, « La naissance d’un anachronisme : "le féminisme pendant la Révolution française" », Annales historiques de la Révolution française,‎ avril–juin 2006 (lire en ligne, consulté le 23 octobre 2014)
- (en) Charles Sowerwine, Sisters Or Citizens? : Women and Socialism in France Since 1876, Cambridge University Press, 1982, 248 p. (ISBN 978-0-521-23484-9, lire en ligne)
- (en) Véronique Darmangeat, L'allaitement malin : Le livre de référence le plus complet pour allaiter sereinement, Leduc.s éditions, 15 avril 2013, 360 p. (ISBN 978-2-84899-887-9, lire en ligne)
- (en) Katia Viot-Southard, Representations of womanhood in fin-de-siecle France : Women Theater and its ambivalences, ProQuest, 2008 (ISBN 978-0-549-65008-9, lire en ligne)